# Cephalophus niger
Espèce
Statut de conservation UICN

 LC  : Préoccupation mineure
Le Céphalophe noir (Cephalophus niger également connu sous le nom de tuba en dioula) est une espèce de Céphalophe vivant dans les forêts du sud de la Sierra Leone, du Libéria, de la Côte d'Ivoire, du Ghana, du Bénin et du Nigéria.
Le Céphalophe noir mesure environ 500 mm de hauteur au garrot et pèse de 15 à 20 kg. Il a un pelage noir avec le chef de couleur rouille et il a une large bande rouge entre les deux oreilles. Il a de longues cornes minces de 80 à 170 mm de long pour les mâles, mais les cornes de femelles atteignent seulement 30 mm.
Il vit principalement en plaine dans la forêt tropicale où il mange des fruits, des fleurs et des feuilles tombées de la canopée. Il est probablement diurne, supposition faite à partir de spécimens en captivité. Il est considéré comme un animal solitaire, vivant sur son territoire.
On estime à environ 100 000 le nombre de céphalophes noirs dans le monde. Ils sont menacés par la chasse et sont considérés comme étant en déclin dans toute leur aire de répartition.